# Rashid Ghannushi
Rāshid al-Ghannūshī, in arabo  راشد الغنوشي‎?, in versione francesizzata Rachid Ghannouchi (al-Hamma, Gabès, 22 giugno 1941), è un politico tunisino di orientamento fondamentalista che ha passato oltre venti anni di esilio a Londra prima di tornare in patria dopo il crollo del regime di Ben Ali nel 2011.

## Biografia

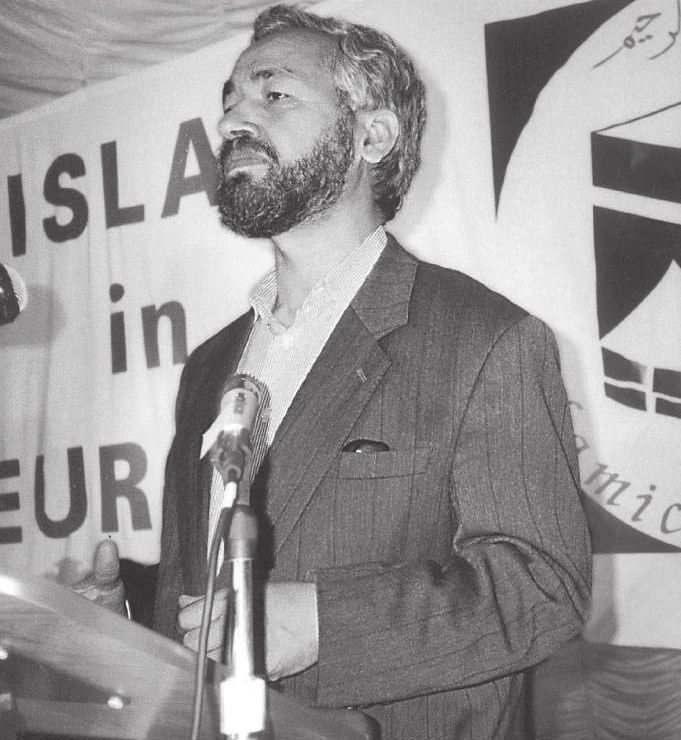
Rashid Ghannushi ad un raduno nel 1980.

Cresciuto in un'umile famiglia di al-Ḥāmma (in arabo الحامة‎?), nella wilāya di Gabès, Rāshid Ghannūshi studiò dapprima a Gabes, completandovi i corsi elementari, per entrare poi nel 1959 nell'Università al-Zaytūna di Tunisi (il più importante centro di studi islamici tunisino e uno dei principali centri di elaborazione del pensiero islamico sunnita,) fin quando per la Facoltà di Teologia fu spostata dal governo tunisino nei locali dell'Università di Tunisi. Ghannushi si diplomò in Teologia e nel 1964 prese a frequentare i corsi della Facoltà di Agraria dell'Università del Cairo, restando affascinato dall'ideologia panaraba nasseriana, fin quando non fu costretto a lasciare il Paese a causa dell'espulsione dei tunisini decretata dal regime egiziano a seguito del profondo dissenso politico intervenuto tra Gamal Abdel Nasser e Habib Bourguiba. Raggiunse allora la Siria, avvicinandosi al fronte militante islamico, venendo in contatto col partito Baʿth al potere e alla Fratellanza Musulmana, studiando Filosofia nell'Università di Damasco, completando i corsi nel 1968.
Frequentò quindi i corsi tenuti alla Sorbona di Parigi per addottorarsi in "Filosofia dell'Educazione" e prese a militare nella Tablīgh-e Jamāʿa, una corrente islamica fondamentalistica che si basa sul principio della re-islamizzazione tra gli stessi musulmani e che, comunque, è più vicina alle tesi del pakistano Abu l-A'la al-Maududi che a quelle dell'egiziano Sayyid Qutb.
La sconfitta araba nella Guerra dei Sei giorni del 1967 lo aveva intanto convinto della giustezza delle tesi fondamentalistiche e nel 1969 tornò in patria per insegnare Filosofia nei licei tunisini.
Alla fine degli anni settanta Ghannushi fondò con altri, tra i quali ʿAbd al-Fattāḥ Mūrū, il Movimento della Tendenza Islamica (Ḥaraka al-ittijāḥ al-Islāmī - Mouvement de la Tendence Islamique) ma già nel 1984 fu recluso e tre anni e più tardi condannato a morte.
Fu salvato dal "colpo di Stato sanitario", con cui Zayn al-ʿĀbīdīn b. ʿAlī (Zine el Abidine Ben Ali) depose l'ormai mentalmente incapace "Combattente Supremo" e presidente a vita della Repubblica, Habib Bourguiba (al-Ḥabīb Abū Ruqayba).
Amnistiato con altri esponenti del MTI, Ghannushi prese quindi parte alle elezioni legislative dell'aprile del 1989, in cui la sua formazione definita Partito della Rinascita ( Ḥizb al-Nahḍa ) raccolse il 14,5 % dei consensi ufficiali, ma che gli interessati assicurarono essere ben più ampio, anche se volutamente occultato dal regime al potere.
Nel 1991 il MTI fu dichiarato fuori legge dal presidente Ben Ali, sotto l'accusa di aver fomentato il rovesciamento violento delle istituzioni. Ghannushi fu quindi costretto a riparare nel Regno Unito, nella cui capitale a lungo ha vissuto e operato in piena libertà, condannando pubblicamente la violenza indiscriminata e assicurando l'abbandono della lotta armata, nella convinzione di un sicuro successo politico in patria delle tesi da lui propugnate.
La sua possibile presenza in un Convegno internazionale svolto a Roma e Napoli e organizzato dall'Università degli studi di Napoli "L'Orientale" e dalla Georgetown University di Washington D.C., inaugurato da Lamberto Dini, ha suscitato veementi articoli sul "Corriere della Sera" di Magdi Allam che ricordava le sue precedenti prese di posizione in favore della lotta armata nei paesi arabi sottoposti a dittature sostenute dall'Occidente e dello scontro (talvolta affiancato da azioni terroristiche) contro Israele per l'irrisolta pluridecennale "questione palestinese", del tutto dimentico però dell'ultraventennale ripudio della forza come mezzo di soluzione dei problemi politici.
Dopo il 2005, Ghannushi è stato criticato all'interno del suo movimento. La sua linea, espressa in Ennahda (al-Nahḍa), che esortava all'opposizione frontale col regime autocratico di Ben Ali, si scontrava con prese di posizione più morbide, preoccupate per le sorti dei numerosi oppositori politici incarcerati dal regime, e che sostenevano la necessità di una «riconciliazione nazionale».
Ghannushi è potuto tornare in patria a seguito della rivoluzione tunisina del 2011 e il partito è stato legalizzato il 1º marzo 2011.
Nelle elezioni costituenti del 23 ottobre 2011 il suo partito al-Nahḍa è risultato nettamente vincitore col il 37% dei voti.